# Потеліжник
Потелі́жник (Gymnomystax mexicanus) — вид горобцеподібних птахів родини трупіалових (Icteridae). Мешкає в Південній Америці. Це єдиний представник монотипового роду Потеліжник (Gymnomystax).

## Таксономія

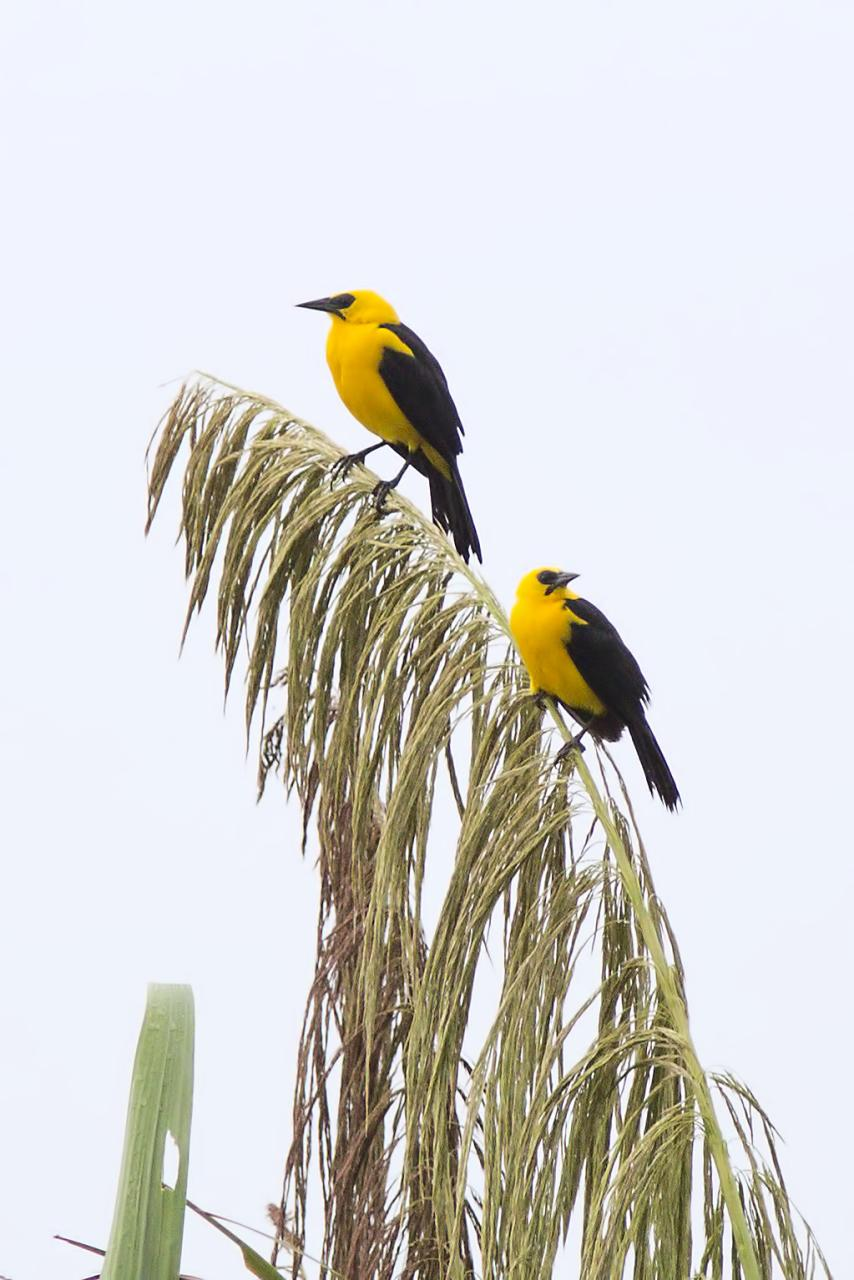
Пара потеліжників

В 1760 році французький зоолог Матюрен Жак Бріссон включив опис потеліжника до своєї книги «Ornithologie», описавши птаха за зразком, який, як він помилково вважав, походив з Нової Іспанії. Він використав французьку назву Le troupiale brun de la Nouvelle Espagne та латинську назву Icterus Fuscus Novae Hispaniae. Однак, хоч Бріссон і навів латинську назву, вона не була науковою, тобто не відповідає біномінальній номенклатурі і не визнана Міжнародною комісією із зоологічної номенклатури. Коли в 1766 році шведський натураліст Карл Лінней випустив дванадцяте видання своєї «Systema Naturae», він доповнив книгу описом 240 видів, раніше описаних Бріссоном. Одним з цих видів був потеліжник, для якого Лінней придумав біномінальну назву Oriolus mexicanus. У 1850 році німецький натураліст Людвіг Райхенбах помістив потеліжника у монотиповий рід Gymnomystax. Типовою місцевістю цього виду Лінней визначив Мексику, однак пізніше вона була виправлена на Каєнну у Французькій Гвіані.

## Опис
Довжина птаха становить 30 см. Виду не притаманний статевий диморфізм. Голова, шия, плечі і нижня частина тіла яскраво-жовті, спина, крила, надхвістя і хвіст чорні, на нижніх покривних перах крил жовта смуга. Очі карі, навколо очей чорні кільця, дзьоб великий, чорнуватий, лапи чорнуваті. Голос — гучні, скрипучі крики.

## Поширення і екологія
Потеліжники мешкають в Колумбії, Еквадорі, Перу, Бразилії, Венесуелі, Гаяні, Суринамі і Французькій Гвіані. Вони живуть на трав'янистих луках на берегах річок, місцями порослих деревами і чагарниками, на болотах, річкових островах і в галерейних лісах. Зустрічаються парами або невеликими зграйками, на висоті до 950 м над рівнем моря. Не приєднуються до змішаних зграй птахів. 
Потеліжники живляться безхребетними, зокрема дощовими черв'яками, гусінню і летючими комахами, а також жабами і плодами, іноді насінням. Сезон розмноження у них триває в травні-червні. Гніздо чашоподібне, діаметром 17 см, робиться з сухої трави і стебел, встелюється корінцями. Яйця блакитнуваті, поцятковані чорними, коричневими і фіолетовими плямками. Інкубаційний період триває 18 днів, насиджують лише самиці. За пташенятами доглядають і самиці, і самці. Вони приносять їм у дзьобі дрібних безхребетними і жабок. Потеліжники іноді стають жертвами гніздового паразитизму синіх вашерів. 